# Smak zemsty
Smak zemsty (ang. Tapped Out, 2014) – kanadyjski film akcji z udziałem Michaela Biehna, Martina Kove'a i polskiego zawodnika mieszanych sztuk walki (MMA) posiadającego obywatelstwo kanadyjskie Krzysztofa Soszyńskiego. Po raz pierwszy trafił kin w Kanadzie i Brazylii, a następnie w Ameryce Północnej na DVD i Blu-ray 27 maja 2014.

## Treść
Główny bohater filmu Michael Shaw (Cody Hackman) to zmartwiony nastolatek. Zostaje on skazany na prace społeczne w szkole karate, która jest zarządzana przez tajemniczego Reggie'go (Michael Biehn). Tam Michael odnajduje swoją pasję do tej dyscypliny sportu. Podczas miejscowych mieszanych sztuk walki (MMA), Michael spotyka Dominika Szarego (Krzysztof Soszyński), człowieka, który dziesięć lat temu brutalnie zamordował jego rodziców podczas porwania samochodu. Rozwścieczony Michael chce się zemścić. Przy pomocy Reggie'go i jego przyjaciół (Anderson Silva, Lyoto Machida), Michael zaczyna trenować i uczyć się niezbędnych umiejętności walki na ringu, by pokonać swojego największego przeciwnika, i tym samym pomścić rodzinę. Chce wejść do klatki i stanąć oko w oko z człowiekiem, który zabrał mu wszystko. 

## Obsada
- Cody Hackman - Michael Shaw
- Michael Biehn - Reggie
- Krzysztof Soszyński - Dominic Gray[3]
- Martin Kove - Principal Vanhorne
- Jess Brown - Jen
- Daniel Faraldo - Lou
- Anderson Silva - Anderson[4]
- Lyoto Machida - Lyoto[5]
- Nick Bateman - Matt Cockburn

## Produkcja
Realizacja odbyła się w ciągu 5 tygodni w Londonie w Ontario w okresie od września 2012 roku, a sceny z Andersonem Silvą i Lyoto Machidą filmowano w listopadzie w Toronto w Ontario.